# Mirti (métro de Rome)
Mirti est une station de la ligne C du métro de Rome. Elle est située sous la piazza dei Mirti dans le quartier Prenestino-Centocelle de la ville de Rome.
Mise en service en 2015, elle est exploitée par ATAC.

## Situation sur le réseau
Établie en souterrain, la station Mirti est située sur la ligne C du métro de Rome, entre la station Gardenie, en direction de la station terminus ouest (provisoire) San Giovanni, et la station Parco di Centocelle, en direction de la station terminus est Monte Compatri - Pantano.

## Histoire
La station Mirti est mise en service le 29 juin 2015, lors de l'ouverture à l'exploitation de la section de Parco di Centocelle à Lodi. Après la construction de la station souterraine, la place a été réaménagée en jardin public.

## Service des usagers

### Accueil
La station est accessible par plusieurs entrées et bouches situées au nord et au sud de la piazza dei Mirti. Ces accès sont équipés d'escaliers, ou d'escaliers mécaniques ou d'ascenseurs. Elle dispose de plusieurs niveaux souterrains avec notamment des guichets et des automates pour l'achat des titres de transport et des quais équipés de portes palières.

### Desserte
Mirti est desservie par les rames automatiques qui circulent tous les jours sur la ligne. Quotidiennement les premiers départs des terminus ont lieu à 5 h 30 et les derniers à 23 h 30.

### Intermodalité
Via Platani un arrêt de bus urbains de la ATAC est desservi par les lignes 313, 552, 556 et N5 et un autre via dei Castani par les lignes 313, 542, 548, 552, 556, N5 et NMC. Un peu plus loin sur cette même via dei Castani se situe un arrêt de la ligne 19 du Tramway de Rome.
Pour les piétons la via dei Castani est une importante voie commerçante.